# Турски език
Ту̀рският език (Türk dili или кратко Türkçe, [ˈtyɾctʃe], чуйте) е език, говорен от над 77 милиона души като първи език и други 6 милиона души като втори език, което го прави най-разпространения тюркски език в света. Говори се главно в Турция и съседните части на Близкия изток и Балканския полуостров, включително в някои селища в България, както и от няколко милиона турски имигранти в Западна Европа.
Корените на турския език, както и на останалите огузки езици, могат да бъдат проследени до Централна Азия през XI век, когато започва разселването на огузите. Османският турски, административният и литературен език на Османската империя, се разпространява в големи части от Средиземноморието, паралелно с териториалната експанзия на империята. През 20-те години на XX век, след краха на Османската империя, в Турция е проведена езикова реформа, като официална писменост става вариант на латиницата, близък до френското изписване.
Характерни особености на турския език са вокалната хармония и широко разпространената аглутинация при словообразуването. Обичайният словоред в турския език е подлог, допълнение, сказуемо. Други особености на езика са наличието на учтива форма на глаголите и отсъствието на граматически род при имената.

## Класификация
Турският език е част от огузката подгрупа на тюркските езици. Той е до голяма степен взаимноразбираем с останалите огузки езици, като азербайджански, туркменски, кашкайски и гагаузки.
Тюркската езикова група обхваща около 30 съвременни езика, говорени в Близкия изток, Източна Европа, Централна Азия и Сибир. При тях се наблюдават някои от типичните особености на турския език, като вокална хармония, аглутинация и отсъствие на граматичен род. Тюркските езици обикновено са включвани в по-голямото алтайско езиково семейство.

## История
Най-ранните известни днес тюркски текстове са монументалните орхонски надписи от 30-те години на VIII век, открити в днешна Монголия. Те са писани на изчезналия днес старотюркски език, като е използвана т.нар. орхонска писменост.
С тюркското разселване от VI-XI век тюркските езици се разпространяват в области, разпръснати от Сибир до Средиземноморието. През XI век част от огузите, водени от династията на Селджуците, достига източните части на Мала Азия, пренасяйки огузкия език, пряк предшественик на турския. По това време в Централна Азия Махмуд Кашгари, един от първите тюркски езиковеди, публикува речник на тюркските езици и карта на тяхното географско разпространение.
След като турците приемат исляма през X век, в използвания в администрацията език навлизат множество арабски и персийски думи. Турската литература през Османската епоха, особено поезията, е силно повлияна от персийската, като заема от нея традиционни метрики и голямо количество думи. Литературният и официален език от този период е известен като османски турски език. Той е силно повлиян от арабския и персийския и е трудноразбираем за повечето турци – по-слабо образованите говорят простонароден турски (kaba Türkçe), който лексикално е по-слабо арабизиран и персизиран и който става основа на съвременния турски.
След края на Османската империя и основаването на Република Турция през 1932 година е учредена Турската езикова служба под патронажа на президента Мустафа Кемал Ататюрк, която трябва да изследва и стандартизира турския език. Една от нейните основни задачи е езикова реформа, включваща замяната на арабските и персийски заемки с тюркски еквиваленти. Забранявайки употребата на чуждици в печата, службата успява да премахне няколкостотин чужди думи. Повечето думи, които службата се опитва да въведе, са новосъздадени на основата на тюркски корени, а други са старотюркски думи, които не се използват от векове. Много от думите, създадени от Турската езикова служба, се използват успоредно с техните стари съответствия, понякога с леко различаващо се значение.
В резултат на рязката промяна в езика се появяват чувствителни различия в речника между поколенията. Докато родените преди 40-те години на XX век са склонни да използват по-често традиционни думи с арабски и персийски произход, по-младите поколения ползват съответните наложени от образователната система техни заместители. Като ироничен пример за този процес е сочена известната реч „Нутук“, произнесена от самия Ататюрк през 1927 година, която оттогава е адаптирана трикратно (през 1963, 1986 и 1995 година), така че да е разбираема за по-късната публика.
От последните десетилетия на XX век Турската езикова служба продължава работата си по създаване на нови думи, изразяващи нови концепции и технологии, на мястото на новонавлизащи, главно английски, чуждици. Много от тези нови думи, особено в областта на информационните технологии, успяват да се наложат, но службата е критикувана за създаването на изкуствено звучащи термини.
Езиковата реформа от началото на XX век е съпътствана от кампания за асимилация на етническите малцинства, най-голямо сред които е кюрдското, което наброява 15 – 25% от населението. Правителството полага особени усилия за налагането на турския език – кюрдските имена, включително названия на селища, са заменяни с турски, обучението по кюрдски език в училищата е премахнато и дори е забранено използването на езика на обществени места. През XX век в Турция е проведена мащабна замяна на заварени топоними от нетурски произход с турски. Процесът продължава и в наши дни, като се стига до крайни решения, като промяната на световноизвестни и утвърдени географски наименования като Босфора и Дарданелите.

## Географско разпространение
Турският е родният език на турците, които са основната етническа група в Турция и етническо малцинство в около 30 други страни. Към 2005 година 93% от жителите на Турция, около 67 милиона души, говорят турски като майчин език, като родният език на останалите е основно кюрдски.
Дълготрайно установените турскоезични общности са най-значими в няколко страни, които в миналото са част, изцяло или частично, от Османската империя – България, Кипър, Гърция, Северна Македония, Румъния. Турското малцинство, живяло в Задкавказието, през 40-те години е принудително изселено в различни части на Съветския съюз, главно в Узбекистан, Казахстан и Киргизстан.
Над 2 милиона души, говорещи турски език, живеят в Германия, а значителни общности има и в Съединените щати, Франция, Нидерландия, Австрия, Белгия, Швейцария и Великобритания. В резултат на културната асимилация, част от турските имигранти не говорят езика много добре.

### Официален статут
Турският е официалният език на Турция и един от двата официални езика на Кипър, наред с гръцкия. Той има официален статут на местно ниво в няколко общини на Северна Македония, както и в Призренски окръг в Косово.
В Турция регулационният орган, контролиращ книжовната норма на турския език, е основаната през 1932 година Турска езикова служба. Тя е силно повлияна от идеологията на езиковия пуризъм, като една от основните ѝ цели е замяната на заемки и чужди граматични конструкции с тюркски еквиваленти.

### Диалекти
Съвременният книжовен турски език се основава на диалекта, говорен в Истанбул. В наши дни в различни части на Турция се запазват някои диалектни особености, въпреки диалектното изравняване в резултат на използването на книжовния език в средствата за масова информация и образованието от 30-те години на XX век насам. През последните години няколко турски университета, съвместно с работна група на Асоциацията за турски език, провеждат изследване на диалектите, подготвяйки подробен диалектен атлас на турския език.
Румелийският диалект се говори от преселници от Балканския полуостров и включва няколко подгрупи, като делиормански, динлер и адакале, които са повлияни от балканския езиков съюз. Други диалекти са кипърския в Кипър, одринския в Източна Тракия, егейския по крайбрежието на Егейско море до Анталия. Юруците в южната част на Мала Азия също говорят обособен турски диалект, който обаче се различава от балканския гагаузки турски език, говорен от юруците на Балканския полуостров.
В югоизточните части на Турция преобладаващият диалект е гюнедооу, а в източните – дооу, който образува диалектен континуум с азербайджанския език. В Централна Мала Азия основният диалект е орта анадолу, а в източната част на черноморското крайбрежие – карадениз, в чиято трабзонска подгрупа се наблюдава значително гръцко влияние във фонологията и синтаксиса. Кастамонският диалект се говори в района на Кастамону, а хемшиндже, който е повлиян от арменския – в района на Артвин. Караманлийският диалект се говори от общността на караманлиите в Гърция, за които той е книжовен език.

## Международни състезания
За най-престижното състезание по турски език в света се счита Международната олимпиада по турски език, която се провежда всяка година в Истанбул.

## Фонология

### Съгласни
|               | Устнени | Устнени | Зъбни | Зъбни | Венечни | Венечни | Задвенечни | Задвенечни | Небни | Небни | Заднонебни | Заднонебни | Гласилкови | Гласилкови |
| ------------- | ------- | ------- | ----- | ----- | ------- | ------- | ---------- | ---------- | ----- | ----- | ---------- | ---------- | ---------- | ---------- |
| Носови        | m       | m       |       |       | n       | n       |            |            |       |       |            |            |            |            |
| Преградни     | p       | b       | t     | d     |         |         |            |            | (c)   | (ɟ)   | k          | ɡ          |            |            |
| Африкатни     |         |         |       |       |         |         | t͡ʃ         | d͡ʒ         |       |       |            |            |            |            |
| Проходни      | f       | v       |       |       | s       | z       | ʃ          | ʒ          |       |       |            |            | h          | h          |
| Приблизителна |         | v       |       |       | (ɫ)     | (ɫ)     | l          | l          | j     | j     |            |            |            |            |
| Едноударни    |         |         |       |       | ɾ       | ɾ       |            |            |       |       |            |            |            |            |

Фонемата меко g, изписвана като 〈ğ〉, представлява хиатус или много слаба двуустнена приблизителна съгласна между закръглени гласни, слаба небна приблизителна съгласна между незакръглени предни гласни и хиатус в останалите случаи. Тя никога не се явява в началото на дума или сричка и винаги е предшествана от гласна. В края на дума или пред друга съгласна тя удължава предходната гласна.
В традиционните турски думи звуковете [c], [ɟ] и [l] са в комплементарно разпределение с [k], [ɡ] и [ɫ] – първите се явяват до предни гласни, а вторите – в съседство със задни гласни. В заемки и собствени имена разпределението на тези фонеми е нерегулярно – в такива думи [c], [ɟ] и [l] често са в съседство със задни гласни.
Турският правопис отразява обеззвучаването, при което звучна съгласна, като //b d dʒ ɡ//, се обеззвучава до /p t tʃ k/ в края на думата или пред съгласна, но запазва звучността си пред гласна. В заемки звучното съответствие на /k/ е //g//, а в местни думи – //ğ//.
| Основна съгласна | Беззвучна форма | Изходна морфема | Речникова форма | Дателен падеж | Значение      |
| ---------------- | --------------- | --------------- | --------------- | ------------- | ------------- |
| b                | p               | *kitab          | kitap           | kitaba        | книга         |
| c                | ç               | *uc             | uç              | uca           | връх          |
| d                | t               | *bud            | but             | buda          | бут           |
| t                | d               | *ed             | etmek           | ederim        | правя         |
| g                | k               | *reng           | renk            | renge         | цвят (заемка) |
| ğ                | k               | *ekmeğ          | ekmek           | ekmeğe        | хляб          |

Обеззвучаването е подобно на това в немския и руския, но за разлика от тези езици в турския то е отразено и в правописа. Въпреки това при някои думи, като ad /at/ („име“) изходната форма се запазва и при изписването, за да се направи разграничение от at /at/ („кон“). Други изключения са od („огън“; разграничение от ot, „билка“), sac („ламарина“; разграничение от saç, „коса“). Повечето заемки се изписват по начина, по който се произнасят, но някои, като hac, şad или yad, също запазват звучните си съгласни. Местните съществителни от две или повече срички, които завършват на /k/ в речниковата си форма, почти винаги имат за изходна крайна съгласна //ğ//, но при повечето глаголи и едносрични съществителни няма такава зависимост.

### Вокална хармония
Характерна за турския език е вокалната хармония на звуковете (гласните в една дума могат да са само меки или само твърди, като първата сричка е определяща).
Вокална хармония
|        |              | Меки гласни | Твърди гласни |
| ------ | ------------ | ----------- | ------------- |
| Тесни  | Незакръглени | i           | ı             |
| Тесни  | Закръглени   | ü           | u             |
| Широки | Незакръглени | e           | a             |
| Широки | Закръглени   | ö           | o             |

Примери:
- örtülü [йортюлю] – покрит, забулен
- anılarım [анъларъм] – моите спомени
- hızlı [хъзлъ] – бърз
- yürümek [юрюмек] – вървене

## Азбука
Съвременната турска азбука (Türk Alfabesi) е 29-буквен вариант на латинската азбука. Въведена е на 1 ноември 1928 г. от Мустафа Кемал Ататюрк и заменя старата османска турска азбука, основана на арабската азбука.
| Буква | МФА       | транскрипция                                                             |
| ----- | --------- | ------------------------------------------------------------------------ |
| A a   | [a]       | а                                                                        |
| B b   | [b]       | б                                                                        |
| C c   | [ʤ͡]       | дж                                                                       |
| Ç ç   | [ʧ͡]       | ч                                                                        |
| D d   | [d]       | д                                                                        |
| E e   | [e]       | е                                                                        |
| F f   | [f]       | ф                                                                        |
| G g   | [g]       | г                                                                        |
| Ğ ğ   |           | удължава гласна или свързва две гласни                                   |
| H h   | [h]       | х                                                                        |
| I ı   | [ɯ]       | среден звук между „у“ и „ъ“.                                             |
| İ i   | [i]       | и                                                                        |
| J j   | [ʒ]       | ж                                                                        |
| K k   | [k], [kʲ] | к                                                                        |
| L l   | [l], [lʲ] | л, л*                                                                    |
| M m   | [m]       | м                                                                        |
| N n   | [n]       | н                                                                        |
| O o   | [o]       | о                                                                        |
| Ö ö   | [œ]       | ö, Среден звук между „е“ и „о“ като нем. Ö в Hölle и като фр. eu в jeune |
| P p   | [p]       | п                                                                        |
| R r   | [r]       | р                                                                        |
| S s   | [s]       | с                                                                        |
| Ş ş   | [ʃ]       | ш                                                                        |
| T t   | [t]       | т                                                                        |
| U u   | [u]       | у                                                                        |
| Ü ü   | [y]       | ü, среден звук между „и“ и „у“ в немския über                            |
| V v   | [v]       | в                                                                        |
| Y y   | [j]       | й                                                                        |
| Z z   | [z]       | з                                                                        |

## Граматика

### Местоимения
| Лице и число | Именителен падеж                    | Винителен падеж | Родителен падеж | Дателен падеж | Местен падеж | Отделителен падеж |
| ------------ | ----------------------------------- | --------------- | --------------- | ------------- | ------------ | ----------------- |
| 1. л. ед. ч. | ben – аз                            | beni            | benim           | bana          | bende        | benden            |
| 2. л. ед. ч. | sen – ти / siz – вие (учтива форма) | seni            | senin           | sana          | sende        | senden            |
| 3 л. ед. ч.  | o – той, тя, то                     | onu             | onun            | ona           | onda         | ondan             |
| 1 л. мн. ч.  | biz – ние                           | bizi            | bizim           | bize          | bizde        | bizden            |
| 2 л. мн. ч.  | siz – вие                           | sizi            | sizin           | size          | sizde        | sizden            |
| 3. л. мн. ч. | onlar – те                          | onları          | onların         | onlara        | onlarda      | onlardan          |

### Прилагателни
Прилагателните имена в турския език не се скланят, а това означава, че те не се променят в зависимост от род, число или падеж. Ако обаче бъдат ползвани като съществителни, а това е възможно за повечето прилагателни имена, тогава те се скланят. Например, güzel – красиви, става güzeller – красиви (те) хора.

### Словоред
Словоредът в турския език е много по-различен от българския:
- сказуемото (глаголът) винаги е в края на изречението;
- определението винаги стои пред определяемото.

Още една разлика с българския език е отсъствие на категорията род: съществителните, прилагателните имена и местоименията нямат род. Родът се подразбира от контекста. В речника прилагателните са преведени на български в мъжки род.
Също така в турския език няма представки, но има изобилие от наставки. При определени условия в една дума могат да бъдат използвани до четири или пет наставки. Наставките могат да променят смисъла и да определят времевото значение.

### Примери
- göz означава „око“. Ако добавим наставка lük, gözlük, тогава ще означава „очила“. Ако добавим çü ще стане gözlükçü „някой, който продава очила“ или „продавач на очила“. Ако прибавим още едно lük, ще имаме gözlükçülük и ще означава „бизнесът с очила“ или „търговията с очила“. Ако прибавим и наставката te (за в) тогава ще се получи gözlükçülükte „в бизнеса с очила“ или „в търговията с очила“.
- araba означава „кола“. Ако добавим наставка lar, arabalar, ще означава „коли“. Ако добавим ımız ще стане arabalarımız „нашите коли“ или „колите ни“. Ако прибавим наставката за местен падеж da, arabalarımızda , ще означава „в нашите коли“. Ако добавим и наставката за глагола „съм“ в трето лице множествено число yız, ще се получи arabalarımızdayız, което ще означава „ние сме в колите си/нашите коли“.